# Crataerina
Genre
Crataerina est un genre d'insectes diptères de la famille des Hippoboscidae. Toutes les espèces sont ectoparasites d'oiseaux. Ces mouches hématophages sont capables de s'accrocher solidement au plumage des martinets et les hirondelles dont elles sucent le sang. Certaines ont des ailes atrophiées qui ne leur permettent pas de voler et se transmettent donc aux jeunes dès le nid. Elles sont pupipares.

## Description
Le genre Crataerina, alors écrit « Crataerhina », fut créé par Ignaz von Olfers en 1815. En 1817, il fut désigné sous le nom Oxypterum par William Elford Leach et, plus tard, sous celui de Anapera par Johann Wilhelm Meigen d'où le nom francisé d'Anapère pâle. Le nom donné  par W.E.Leach fut très employé par les entomologistes jusqu'au début du XXe siècle. Par la suite, la priorité de la création de genre fut donnée à I.von Olfers.
Les espèces du genre Crataerina ont le corps très velu, une tête petite et plate, des yeux très petits. Leurs ailes sont  pointues, trois fois plus longues que larges et leurs pattes fortes, longues et munies griffes tridentées. 
Ce genre ressemble beaucoup à Stenepteryx. Comme ce dernier, il possède des ailes pointues et atrophiées, qui ne peuvent servir au vol. Il s'en distingue par l'absence d'ocelles, par des yeux plus petits et surtout par des ailes plus courtes et plus larges, en moyenne trois fois plus longues que larges, au lieu de sept fois comme chez Stenopteryx.
Crataerina pallida, hématophage du Martinet noir est la seule espèce de ce genre présente en France. Stenepteryx hirundinis, inféodée aux Hirondelles y est également présente.

## Liste d'espèces
Selon Catalogue of Life (30 mai 2013) :
- Crataerina acutipennis
  - espèces hôtes : Apus affinis, Apus caffer, Apus horus, Apus pallidus, Apus unicolor[3]
- Crataerina debilis
- Crataerina hirundinis - syn. Stenepteryx hirundinis
  - espèces hôtes : Delichon urbicum, Delichon dasypus, Hirundo rustica, Riparia riparia, Ptyonoprogne rupestris[3]
- Crataerina melbae
  - espèces hôtes : Apus melba, Apus pacificus cooki, Apus apus, Tachymarptis aequatorialis[3]
- Crataerina obtusipennis
- Crataerina pacifica
  - espèce hôte : Apus pacificus[4]
- Crataerina pallida
  - espèce hôte : Apus apus

On trouve aussi mentionnée l'espèce
- Crataerina seguyi Falcoz, 1929
  - espèces hôtes : Alopochelidon fuscata, Notiochelidon cyanoleuca, Notiochelidon murina[3]